# Kento Shiogai
Kento Shiogai (塩貝 健人, Shiogai Kento, Tokio, 26 maart 2005) is een Japans voetballer die als aanvaller speelt. Hij maakte in de zomer van 2024 de overstap van Yokohama F. Marinos naar N.E.C.

## Clubcarrière

### Jeugd
Shiogai speelde voor het onder 12-elftal van Buddy SC Koto en het onder 15-elftal van Yokohama FC. Bij dat laatste team speelde hij echter amper en kon hij niet promoveren naar het onder 18-team. Bij Kokugakuin University Kugayama High School brak hij wel door. Hij was captain in zijn derde jaar van zijn middelbare school en aan het eind van 2023 viel hij bij Japanse media op. Toen won zijn team the Tokioose voorrondes van het 2023 All Japan High School Tournament. In dat toernooi werd Shiogai omschreven als een van 's lands grootste talenten en opgenomen in de 36 beste spelers van het toernooi. Hij werd geselecteerd voor Japan High School squad of the year, waarmee hij de FUJIFILM Super Cup Next Generation Match tegen Yokohama F. Marinos speelde en tweemaal scoorde. 

### Keio University
In 2023 vertrok Shiogai naar het voetbalteam van Keio University, in Tokio. Daar scoorde hij, met rugnummer 10, vijftien goals in zijn eerste seizoen, waarmee hij Keio hielp te promoveren naar het tweede niveau van de Kanto University League.

### Yokohama F. Marinos
Hij werd in het voorjaar van 2024 verhuurd aan Yokohama F. Marinos. Daar maakte hij op 10 april zijn debuut maakte in het profvoetbal tegen Gamba Osaka. Drie dagen later scoorde hij tegen Shonan Bellmare zijn eerste en enige doelpunt voor de club. Hij kwam tot zeven wedstrijden voor Yokohama F. Marinos.

### N.E.C.
In de zomer van 2024 tekende Shiogai een contract voor vier seizoenen tot medio 2028 bij N.E.C. Daar kreeg hij rugnummer 9 en werd hij tweede spits achter landgenoot Koki Ogawa, terwijl met Kodai Sano nog een Japanner bij N.E.C. speelde. Op 21 september maakte hij tegen Heracles Almelo als invaller zijn debuut voor de club. Op 29 oktober scoorde Shiogai, eveneens als invaller, zijn eerste doelpunt voor N.E.C., in de bekerwedstrijd tegen PEC Zwolle. Nadat de wedstrijd na negentig minuten gelijk stond, scoorde Shiogai in de verlenging de 3-2, waarna N.E.C. uiteindelijk met 4-2 won. Op 1 februari scoorde Shiogai in een 3-3 gelijkspel tegen regerend landskampioen PSV zijn eerste Eredivisie-doelpunt. 
In de zomer van 2025 leek Shiogai voor een bedrag van rond de 3,5 miljoen te vertrekken naar Red Bull Salzburg, maar de transfer ketste af na de medische keuring. Op 16 augustus scoorde hij in zijn eerste wedstrijd van het nieuwe seizoen tweemaal als invaller tegen Heracles Almelo. Door de 4-1 overwinning stond Shiogai met N.E.C. eerste in de Eredivisie na twee speelrondes. 

## Clubstatistieken
| Seizoen                         | Club                  | Competitie      | Competitie | Competitie | Beker | Beker | Overig | Overig | Totaal | Totaal |
| Seizoen                         | Club                  | Competitie      | Wed.       | Dlp.       | Wed.  | Dlp.  | Wed.   | Dlp.   | Wed.   | Dlp.   |
| ------------------------------- | --------------------- | --------------- | ---------- | ---------- | ----- | ----- | ------ | ------ | ------ | ------ |
| 2023/24                         | → Yokohama F. Marinos | J1 League       | 7          | 1          | 0     | 0     | 0      | 0      | 7      | 1      |
| 2024/25                         | N.E.C.                | Eredivisie      | 25         | 4          | 2     | 1     | 1      | 0      | 28     | 5      |
| 2025/26                         | N.E.C.                | Eredivisie      | 1          | 2          | 0     | 0     | 0      | 0      | 1      | 2      |
| Carrière totaal                 | Carrière totaal       | Carrière totaal | 33         | 7          | 2     | 1     | 1      | 0      | 36     | 8      |
| Bijgewerkt op 20 augustus 2025. |                       |                 |            |            |       |       |        |        |        |        |

## Internationaal
Shiogai speelde acht interlands voor Japan onder 19, waarin hij vijf keer scoorde. 